# Krisztina Egerszegi
Krisztina Egerszegi - (Budapest, 16 de agosto de 1974) es una nadadora húngara. Es especialista en pruebas de espalda y estilos, y ganadora de siete medallas olímpicas (cinco de ellas de oro) entre los Juegos de Seúl 1988, Barcelona 1992 y Atlanta 1996. En su país la conocen por el diminutivo de "Egér" o "Egérke".

## Biografía

### Inicios
Krisztina ha sido una de las mejores nadadoras de la historia, aunque no ha tenido el reconocimiento mediático que sus hazañas merecían. Fue un caso extraordinario de precocidad deportiva. Empezó a nadar con apenas 4 años en el Club Spartacus en su ciudad natal, y muy pronto sus entrenadores se dieron cuenta de que estaban ante una deportista de cualidades extraordinarias.
A los 12 años empezó a trabajar con Kiss Laszlo, que sería su entrenador a lo largo de toda su carrera. Laszlo era uno de los mejores entrenadores del país, y con sus métodos innovadores (como por ejemplo entrenar en una calle más estrecha de lo normal para así mejorar el movimiento de rotación de los brazos), fue el encargado de pulir el diamante en bruto hasta convertir a Krisztina en la mejor espaldista del mundo.
Su primera competición importante fueron los Campeonatos de Europa de 1987, cuando solo tenía 13 años, y aunque no ganó ninguna medalla, se metió en las finales de dos pruebas.

### Seúl 1988
Lo más asombroso llegaría en los Juegos Olímpicos de Seúl 1988, donde con solo 14 años, y enfrentada a las poderosas representantes de Alemania Oriental, mucho más expertas y corpulentas (Krisztina solo pesaba 45 kg), consiguió hacerse con la medalla de oro en los 200 m espalda, y con la de plata en la prueba de 100 m espalda, donde solo fue superada por la alemana Kristin Otto, la gran estrella de los Juegos y que ganaría seis medallas de oro. Con esto Krisztina se convertía en la deportista más joven que ganaba una medalla de oro en unos Juegos Olímpicos (incluyendo todos los deportes, no solo la natación)
Los Juegos de 1988 consagraron a Krisztina Egerszegi como la nueva reina de las pruebas de espalda, con un futuro realmente prometedor. Y en los años que siguieron confirmó los mejores pronósticos. 
Los Campeonatos de Europa de Bonn en 1989 no fueron sin duda su mejor competición, y se le resistió la victoria ante las nadadoras alemanas. Así, "solo" pudo sumar tres medallas de plata, siendo superada por Kristin Otto en los 100 m espalda, Dagmar Hase en los 200 m espalda y Daniela Hunger en los 400 m estilos, nadadoras todas muy expertas.
Pero en los años siguientes ya nadie pudo con la nadadora húngara. En los Campeonatos del Mundo de Perth, Australia, a principios de 1991, ganó dos medallas de oro en 100 y 200 m espalda. 
En ese mismo año durante el verano se disputaron en Atenas los Campeonatos de Europa, donde no solo venció en 100 y 200 m espalda, sino que en ambas pruebas estableció sendos récords del mundo. Ahora ya nadie podía discutir su dominio. Para rematar su brillante actuación en estos campeonatos, ganó un tercer oro en los 400 m estilos.

### Barcelona 1992
Si los Juegos de 1988 fueron los de su encumbramiento, los Juegos Olímpicos de Barcelona 1992 la convertirían casi en una leyenda. En las Piscinas Picornell de la capital catalana ganó tres medallas de oro (100 y 200 m espalda y 400 m estilos), y con ello fue la indiscutible reina de la piscina en estos juegos. Era la cuarta nadadora en la historia que ganaba tres oros en pruebas individuales en unos Juegos, tras Debbie Meyer, Janet Evans y Kristin Otto. 
Convertida en la mejor del mundo sin discusión continuó ganando títulos. En los Campeonatos de Europa de Sheffield 1993 sumó cuatro medallas de oro individuales, incluyendo la de 200 m mariposa, una prueba que nunca había disputado a alto nivel. Seguía realmente intratable.
En los Campeonatos Mundiales de Roma 1994 sufrió la primera gran decepción de su imparable carrera, pues fue batida en su mejor prueba, los 200 m espalda, por una semidesconocida china llamada He Cihong, teniendo que conformarse únicamente con una medalla de plata. Parecía que esto era el principio del fin de su carrera, y que tendría muy difícil conseguir su gran objetivo: ser la primera mujer que gana cinco oros olímpicos en pruebas individuales de natación.

### Atlanta 1996
Tras otras dos medallas de oro en los Campeonatos de Europa de Viena en 1995 (200 m espalda y 400 m estilos) llegó a los Juegos Olímpicos de Atlanta 1996, donde iba a poner punto final a su carrera deportiva, con apenas 22 años. Y lo hizo de la mejor manera posible, ganando la medalla de oro de los 200 m espalda por tercera vez consecutiva, además de un bronce en los 400 m estilos. 
Antes que ella solo una nadadora había ganado tres veces la misma prueba en tres Juegos distintos, la legendaria australiana Dawn Fraser, que fue oro en los 100 m libres en 1956, 1960 y 1964. Lo que nadie había hecho nunca es ganar cinco medallas de oro en pruebas individuales de natación, algo que Krisztina Egerszegi fue la primera en la historia en conseguirlo.
Tras su retirada disfrutó del merecido descanso tras años de privaciones y agotadores entrenamientos. Puso un restaurante en Budapest, y actualmente está casada con Ádám Vigassi y es madre de tres hijos.
Krisztina Egerszegi fue y es poco conocida fuera de su país, aunque allí la adoran. La discreción con la que siempre llevó su vida y su carrera hace que pese a su impresionante palmarés no tenga el reconocimiento de otras estrellas mucho menos dotadas pero que han explotado mejor su imagen a nivel publicitario. 
El Comité Olímpico Internacional le dio un merecido reconocimiento en 2001 otorgándole su máxima distinción, la Orden Olímpica de Oro que le fue entregada en Lausana por su presidente Juan Antonio Samaranch.

## Resultados

### Competiciones
| Año  | Competición          | Lugar     | Puesto                                                                               | Marca                           |
| ---- | -------------------- | --------- | ------------------------------------------------------------------------------------ | ------------------------------- |
| 1988 | Juegos Olímpicos     | Seúl      | 2ª en 100 m espalda 1º en 200 m espalda                                              | 1:01,56 2:09,29                 |
| 1989 | Campeonato de Europa | Bonn      | 2.ª en 100 m espalda 2.ª en 200 m espalda 2.ª en 400 m estilos                       | 1:02,44 2:12,61 4:44,75         |
| 1991 | Campeonato del Mundo | Perth     | 1.ª en 100 m espalda 1.ª en 200 m espalda                                            | 1:01,78 2:09,15                 |
| 1991 | Campeonato de Europa | Atenas    | 1.ª en 100 m espalda 1.ª en 200 m espalda 1.ª en 400 m estilos                       | 1:00,31 2:06,62 4:39,55         |
| 1992 | Juegos Olímpicos     | Barcelona | 1.ª en 100 m espalda 1.ª en 200 m espalda 1.ª en 400 m estilos                       | 1:00,68 2:07,06 4:36,54         |
| 1993 | Campeonato de Europa | Sheffield | 1.ª en 100 m espalda 1.ª en 200 m espalda 1.ª en 200 m mariposa 1.ª en 400 m estilos | 1:00,83 2:09,12 2:10,71 4:39,55 |
| 1994 | Campeonato del Mundo | Roma      | 5.ª en 100 m espalda 2.ª en 200 m espalda                                            | 1:01.53 2:09.10                 |
| 1995 | Campeonato de Europa | Viena     | 1.ª en 200 m espalda 1.ª en 400 m estilos 2.ª en 4 x 100 m estilos                   | 2:07,24 4:40,33 4:12,00         |
| 1996 | Juegos Olímpicos     | Atlanta   | 1.ª en 200 m espalda 3.ª en 400 m estilos                                            | 2:07,83 4:42,53                 |

### Marcas personales
- 50 m espalda - 29,36 (Seúl, 1988)
- 100 m espalda - 1:00,31 (Atenas, 1991)
- 200 m espalda - 2:06,62 (Atenas, 1991)
- 200 m estilos - 2:13.66 (Budapest, 1993)
- 400 m estilos - 4:36,54 (Barcelona, 1992)